# FPS Plus

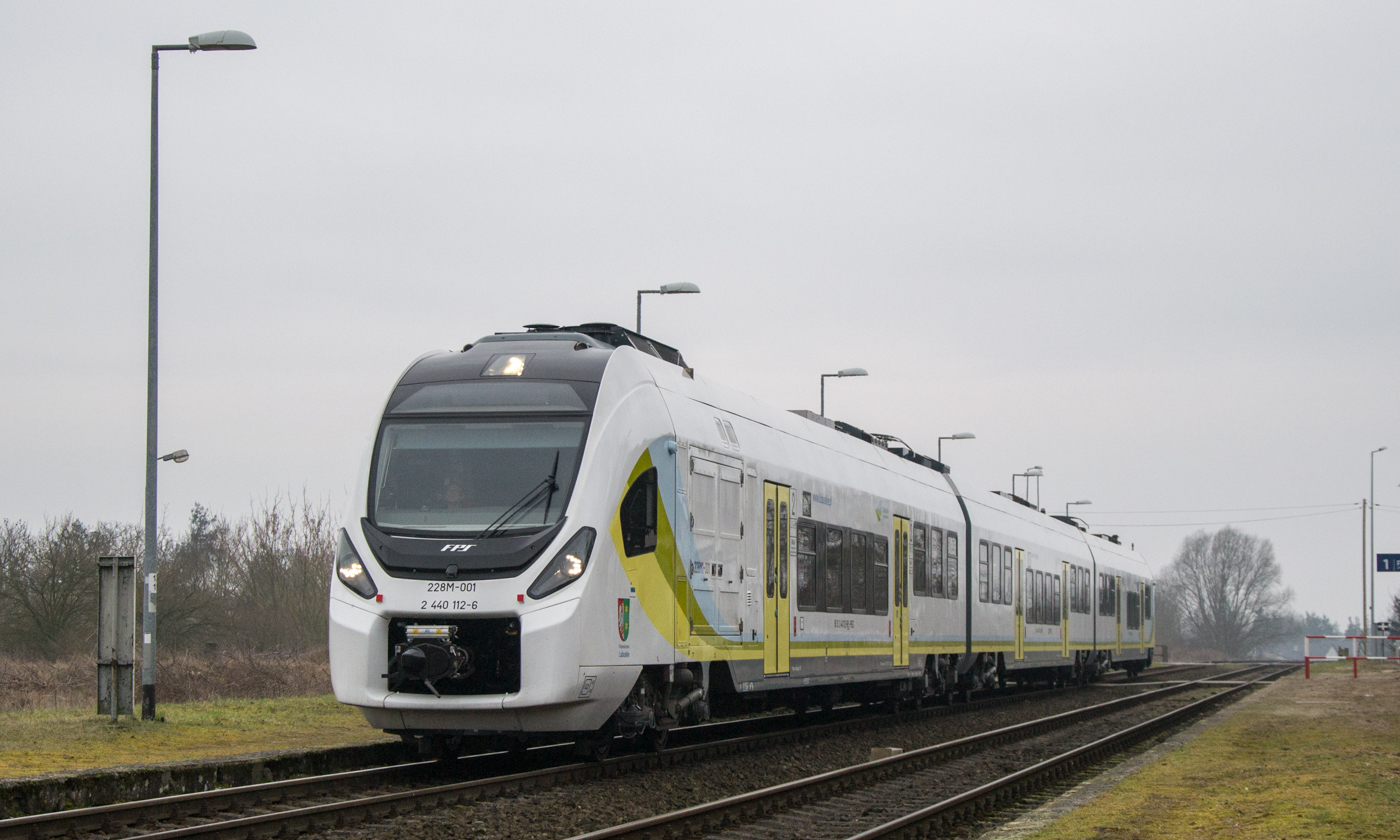
FPS Plus 228M-001 jako pociąg Regio z Kostrzyna do Krzyża

FPS Plus – rodzina normalnotorowych, hybrydowych, zespołów trakcyjnych polskiej produkcji, wytwarzanych w zakładach H. Cegielski – Fabryka Pojazdów Szynowych w Poznaniu. Pierwszy prototyp pojazdu o numerze 227M-001 został zaprezentowany na targach TRAKO 2021 i przekazany do eksploatacji wojewódzwu lubuskiemu w drugiej połowie 2024.

## Historia
Pierwsze zapowiedzi powstania rodziny pojazów FPS Plus zostały ogłoszone w 2017 roku. Za realizację dofinansowanego przez NCBiR projektu odpowiadały trzy polskie przedsiębiorstwa związane z branżą pojazdów szynowych: FPS – Cegielski, IPS „Tabor” oraz PTS. Początkowo zapowiadano powstanie dwóch wersji. Krótszy dwuczłonowy 227M miał posiadać napęd hybrydowy spalinowo-elektryczny, zaś dłuższa trzyczłonowa jednostka 228M miała być wysposażona w napęd bateryjny lub wodorowy. Zainteresowanie zakupem pojazdu wyraził przewoźnik Polregio podpisując list intencyjny. Ostatecznie przewoźnik wycofał się z zakupu co spowodowało, że 228M-001 początkowo pomalowany w barwy polregio musiał zostać przemalowany przed przekazaniem do nowego odbiorcy.
Premiera pierwszego prototypu 227M-001 miała miejsce na targach TRAKO w 2021 roku. Pierwsze testy prototypu rozpoczęto na początku 2023 roku na Torze Doświadczalnym w Żmigrodzie trwające z przerwami do uzyskania homologacji latem 2024 roku. Krótko po uzyskaniu dopuszczenia pojazd został przekazany do eksploatacji UM Województwa Lubuskiego.
Wbrew wcześniejszych zapowiedzi 228M-001 ostatecznie został wyposażony w napęd spalinowo-elektryczny tak samo jak jego krótsza, bliźniacza wersja. W grudniu 2023 rozpoczęto pierwsze testy jednostki, rok później 19 grudnia 2024 uzyskała dopuszczenie i została przekazana UM Województwa Lubuskiego.